# 横須賀昌美
横須賀 昌美（よこすか よしみ、1962年1月8日 - ）は、日本の女優・元グラビアモデル。血液型B型。旧芸名は「横須賀 よしみ」、「横須賀 蓉美」（いずれも「よこすか よしみ」と読む）。サイアン・インターナショナル所属。身長170cm。B81cm、W58cm、H88cm（1992年2月）。

## 来歴
石川県金沢市出身。国本女子高等学校出身。
1980年、資生堂キャンペーンガールに選出されCMモデルとしてデビュー。JALやロッテ、花王と続けざまに大手企業のCM出演も果たし、CM界の松田聖子 と称された。翌年アイドル歌手としてもデビュー、短期間で人気の頂点を極める。もともとが歌手志望で、小学校の時に当時全盛だった山口百恵、桜田淳子、森昌子の花の中三トリオにあこがれてスター誕生!に応募したことがある。しかし、オーディションの通知が来たにもかかわらず怖くなって辞退したという経緯がある。
テニス、バスケットをやっており、その他スポーツは万能で両手で字が書けるという特技を持っている。母校の国本女子高等学校では校則が厳しく、授業態度などを先輩の桜田淳子と比較されてつらかったと告白しているが、その桜田淳子とは、後に雑誌のテニスの企画で共演を果たしており、その時に桜田のことを成績が大変良かったと聞かされたと称えている。
田原俊彦のファンであることを公言すると、剃刀同封の手紙が送られてきたこともあったという。
1984年、交際していた男性と一緒にベッドにいる写真が週刊誌に掲載された。この写真についての本人は「布団の下は着衣で、軽い気持ちで友人に撮ってもらっただけ。でもアイドルとしては軽率でした」と弁明した。しかし、イメージダウンを免れることは出来ず、CMを降板、事務所からも契約解除などの処遇を受ける。この事件は当時、第2のニャンニャン事件とマスコミを騒がせた。CM降板の違約金は3800万円。3000万円は貯金で賄い、残りの800万円はエアロビクスのインストラクターや六本木のスナックの雇われママなど様々なアルバイトを掛け持ちして2年で返済したという。人気絶頂時の月収は当時の金額で500万円近かったが、事件後は3万円にまで落ち込んだというくらい、その余波は大きかった。
1984年公開の映画『夕ぐれ族』に尾崎真理役で出演。当初、主演のオファーが舞い込んだが、この時点では資生堂との契約が続いていたため、ヌードにはならず配役につく。同時期にまた週刊誌にホステスとして勤務してる写真が掲載され「ポルノ女優3回目の変身」などと書かれたりした。これについても本人は「客として行った時の写真で、そういう事実はない」と否定している。
転機になったのは『マニラ・エマニエル夫人 魔性の楽園』（1992年、東映ビデオ）で、このVシネマで初めて大胆な濡れ場を演じており、これ以降ヌードの役が増えるが、「主役をやれることが大切だった。」と語っており、これ以来テレビ局からも多くのオファーを受けるようになる。しかし脱ぎの仕事ばかりで、本人にとっては不本意だったが、Vシネマでは定期的に主役級の仕事が入るようになり1本平均150万円というギャラは生活を安定させるには十分だったという。この時期にはVシネマの女王との異名もとっている。
私生活では、1995年に結婚しその後1999年に離婚と長男を出産している。2008年には女優業の傍ら、郷里の金沢市片町で実妹とスナックを経営している。お酒が好きで「昔はザルでした。40分でボトル１本空けてその間にビールかワインをやるという感じで」と語っている。
2013年、11月23日放送『お願い!ランキング GOLD 2時間スペシャル』（テレビ朝日）で自身の店であるカラオケスナック、『百（MOMO）』が紹介された。

## 出演

### バラエティ
- クイズ! ベストカップル（1981年、フジテレビ）

### 映画
- 夕ぐれ族（1984年、にっかつ）
- ジ・ゴ・ロ アーバンナイトストーリー（1991年、ポニーキャニオン）
- 女飼い（1996年、ビームエンタテインメント）
- 狂弾（1999年、アーバンタイムス）

### テレビドラマ
- 月曜ドラマランド（フジテレビ）
  - 同棲時代（1985年）
  - サイボーグ女子高生バニラ37℃（1985年）
  - セーラー服恋愛教室 愛のレッスンA! B!! C!?（1986年）
  - 白バイ野郎 トミー&マツ（1986年）
- ドラマ女の四季「嫁姑露天風呂戦争!」（1987年、テレビ東京）
- 火曜スーパーワイド／万歳! 奇蹟の赤ちゃん出産 看護婦青春物語（1988年、テレビ朝日）
- 土曜ドラマスペシャル／源氏鶏太「重役の椅子」より 上役が遺した愛人（1988年、TBS）
- 土曜スーパースペシャル／CATS EYS キャッツ・アイ ミッドナイトは恋のアバンチュール（1988年、日本テレビ）
- 世にも奇妙な物語 「超・能・力!」（1990年、フジテレビ）
- 月曜ドラマスペシャル（TBS）
  - 仙人のいたずら 人の良い悪党（1991年）
  - 京都葵祭り失跡事件 老舗の若旦那をめぐる怪事件にはみ出し刑事草野岩平が挑む!!（1992年）
- B級ホラー WARASHI　第19話（1992年、TBS）
- 悶々しねまくらぶ／DRAMADOS-E（1992年、関西テレビ）
- 土曜ワイド劇場（テレビ朝日）
  - タクシードライバーの推理日誌（1） 殺人化粧の女 山が動いた!?（1992年）
  - 混浴露天風呂連続殺人（20） 世紀末! リストラ刑事とパラパラ温泉ギャル みちのく秘湯大追跡!（2000年）
- はぐれ刑事純情派（第10シリーズ）　第25話（1997年、テレビ朝日）
- 花王 愛の劇場／ぐっどあふたぬ～ん　第34・35話（1997年、TBS）
- ドラマ愛の詩／双子探偵　第11話（1999年、NHK教育）
- 金曜エンタテイメント（フジテレビ）
  - ミステリー作家 小春センセイの事件簿（1）（2000年）
  - ペット探偵の事件簿（2004年）
- 月曜ミステリー劇場／西村京太郎サスペンス 十津川警部シリーズ（24） 伊豆の海に消えた女（2002年、TBS）
- 金曜ナイトドラマ／OL銭道　第10話（2003年、テレビ朝日）
- 月曜時代劇／銭形平次・村上弘明版（第1シリーズ） 第3話（2004年、テレビ朝日）
- 特命係長 只野仁スペシャル 狙われたセレブな女たち（2005年、テレビ朝日）
- 警視庁捜査一課9係 season8 第5話 殺人生原稿（2013年、テレビ朝日）

### Vシネマ
- 汚れし者の伝説（1991年、日本ビデオ映画）
- ダイハード・エンジェルス 危険に抱かれた女たち（1991年、日本ビデオ映画）
  - ダイハード・エンジェルス2（1991年、日本ビデオ映画）
- 令嬢流されて（1991年、日本ビデオ映画）
- コロッケの不思議体験ゾーン 余にも奇妙な物語 霊界編（1991年、レッドウェイブ）
- 爆裂! M・コネクション ザ・フアイナル・シューティング（1991年、SEIYO INTERNATIONAL）
- 女教師 濡れたピアノの下で（1991年、日本ビデオ映画）
- 追いつめる（1992年、東映ビデオ）
- 工業哀歌バレーボーイズ（1992年、徳間ジャパンコミュニケーションズ） - 赤木駿の母
- マニラ・エマニエル夫人 魔性の楽園（1992年、東映ビデオ）
  - マニラ・エマニエル夫人 危険な楽園（1993年、東映ビデオ）
- 妖女伝説 セイレーン（1993年、円谷映像）
- ダブルアクション.45（1993年、東映ビデオ）
- THE レイプマン2（1994年、ピンクパイナップル）
- 雀鬼伝説 蒼き狼たち（1994年、ビデオチャンプ）
- 悪党図鑑2（1994年、シネマパラダイス）
- 雀荘へ行こう（1995年、バンダイビジュアル）
- 女教師 甘い罠（1995年、SEN）
- 歌麿おんな秘図（1995年、アドメディア）
- ルームメイツ あなたを殺したい（1996年、ミュージアム）
- 女とむらい師 べに孔雀（1996年、キング）
- 静かなるドン8（1996年、ケイエスエス） - 暁紅子
- ROSE 殺戮の女豹（1996年、Vムーヴィ）
- 触角記 女教師 秘戯レッスン（1996年、ジャパンホームビデオ）
- 校内写生'97渋谷レイパーズ（1997年、JVD）
- 極道の血 いわしたれ!（1997年、東映ビデオ）
- 凶銃・戻り道はない（1997年、ケイエスエス） - 幸子
- 修羅がゆく6 東北激闘篇（1997年、東映ビデオ） - リカ
- 痴漢の指（1998年、ジャパンホームビデオ）
- 首領への道1～4（1998年、ミュージアム） - 小野寺圭(スナック「圭」のママ)
- サソリ 女囚701号（1998年、ビジョンスギモト） - 鮫島怜子
- 首領への道5（1999年、ミュージアム）
- 極道三国志5 山陽道10年戦争（2000年、東映ビデオ） - 森田和枝
- 縁切り闇稼業 芸能界秘密パーティの陰謀（2000年、ミュージアム）
- サギ師一平4（2000年、アンカービジュアル）
- 殺しの白いドレスの女（2001年、ニューシネマジャパン）
- LB熊本刑務所（2002年、プレイビル）
- 実録・鯨道外伝 ヤクザの弔い歌（2002年、プレイビル）
- 覇者の掟（2018年、オールイン エンタテインメント）
- 義兄弟　(2019年)

### 舞台
- 負けてたまるか（1999年、きよし座旗揚げ公演）

### イメージビデオ
- IN LOVE（クリスタル映像）
- 誰・か・を・愛・し・た・い（1988年、ケイブンシャ）
- 発光体 LUMINOUS BODY（1989年、サザンクロスビデオアーツ）
- コスモス（1991年、パワースポーツ）
- 欲望のヴィーナス（1992年、大陸書房）
- SPECIAL PHOTO TECHNIC／HOW TO ヘア・ヌード写真術（1994年、明文社）
- sexy re-birth（1994年、にっかつ）
- スキャンドール 午後の誘惑（1994年、日活）
- SECRET SCANDAL（1995年、ブロードウェイ）
- BODY LESSON（1995年、ブロードウェイ）
- Revive（2004年、アンティック）

## CM
- 資生堂「サイモンピュア」（1980年冬）
- 日本航空
- ロッテチョコレート「さざなみ」
- 花王

## 写真集
- Yoshimi（1988年、ワニブックス）
- Bitch（1989年、近代映画社）
- MODERN LOVE（1992年、大陸書房）
- Again（1993年、風雅書房）
- 挑戦（1994年、COMPASS）
- 熱愛（1994年、パパラブックス）
- ON THE BEACH（1994年、桜桃書房）
- Thesis（1996年、英知出版）
- 女優 act1（1999年、ぶんか社）
- 喪服の女（2002年、双葉社）

## ディスコグラフィ

### シングル
| 発売日               | 規格                 | 規格品番             | 面                   | タイトル                                     | 作詞                 | 作曲                 | 編曲                 |
| ワーナー・パイオニア | ワーナー・パイオニア | ワーナー・パイオニア | ワーナー・パイオニア | ワーナー・パイオニア                         | ワーナー・パイオニア | ワーナー・パイオニア | ワーナー・パイオニア |
| -------------------- | -------------------- | -------------------- | -------------------- | -------------------------------------------- | -------------------- | -------------------- | -------------------- |
| 1981年4月25日        | EP                   | L-1510W              | A                    | 恋のマグニチュード                           | 水谷啓二             | 和泉常寛             | 松井忠重             |
| 1981年4月25日        | EP                   | L-1510W              | B                    | 港・ヨコハマ・赤い靴                         | 岡田冨美子           | 和泉常寛             | 井上鑑               |
| 1981年9月            | EP                   | L-1539W              | A                    | ラブ・コントラスト －WEST SIDE & EAST SIDE－ | 篠塚満由美           | 水谷公生             | 信田かずお           |
| 1981年9月            | EP                   | L-1539W              | B                    | タイトロープ                                 | 岡田冨美子           | 和泉常寛             | 井上鑑               |
| ポリスター           |                      |                      |                      |                                              |                      |                      |                      |
| 1988年5月25日        | EP                   | D07R-1014            | A                    | Breathless                                   | 三浦徳子             | 鈴木キサブロー       | 大谷和夫             |
| 1988年5月25日        | 8cmCD                | H10R-30004           | B                    | Y                                            | 三浦徳子             | 馬場孝幸             | 大谷和夫             |
| 1988年11月25日       | EP                   | D07R-1019            | A                    | 抱いてあげる                                 | 三浦徳子             | 佐藤健               | 若草恵               |
| 1988年11月25日       | 8cmCD                | H10R-30012           | B                    | 哀しみのヒロイン                             | 三浦徳子             | 馬場孝幸             | 若草恵               |